# مسابقات فرمول یک فصل ۲۰۰۸
مسابقات فرمول یک فصل ۲۰۰۸ در سال ۲۰۰۸ میلادی برگزار شد. در این مسابقات لوئیز همیلتون (به انگلیسی: Lewis Hamilton) از تیم مک‌لارن و با موتور مرسدس به قهرمانی رسید  و در مجموع صاحب ۹۸ امتیاز شد.